# Julian Bleach
Julian Bleach (ur. 1963 w Bournemouth) – brytyjski aktor filmowy, telewizyjny i teatralny. Studiował na London Academy of Music and Dramatic Art.
Julian Bleach w 2008 i 2015 roku wcielił się w rolę Davrosa w brytyjskim serialu science-fiction pt. Doktor Who. Dodatkowo wystąpił w spin-offach tego serialu pt. Torchwood i Przygody Sary Jane.

## Filmografia

### Seriale
| Rok             | Nazwa serialu                      | Rola                            | Uwagi                                            |
| --------------- | ---------------------------------- | ------------------------------- | ------------------------------------------------ |
| 2007            | The Afternoon Play                 | Stefan                          | odc. "Come Fly with Me"                          |
| 2008            | Torchwood                          | Łowca dusz                      | odc. "Goście z deszczu" ("From Out of the Rain") |
| 2008            | Criminal Justice                   | Goalor                          | 1 odcinek                                        |
| 2008-2011; 2013 | S.A.W. Szkolna Agencja Wywiadowcza | Wielki Mistrz                   | 29 odcinków                                      |
| 2008; 2015      | Doktor Who                         | Davros                          | 4 odcinki                                        |
| 2010            | Przygody Sary Jane                 | Koszmar                         | odc. "Człowiek z koszmaru" ("The Nightmare Man") |
| 2010            | Psychoville                        | Doktor / Eddie                  | odc. "Halloween Special"                         |
| 2011-2013       | Rodzina Borgiów                    | Niccolo Machiavelli             | 11 odcinków                                      |
| 2012            | Ripper Street                      | Cecil Creighton                 | odc. "I Need Light"                              |
| 2014            | This Is Jinsy                      | właściciel zakładu pogrzebowego | odc. "Population 791"                            |

### Filmy
| Rok  | Nazwa filmu                          | Rola                                     | Uwagi                |
| ---- | ------------------------------------ | ---------------------------------------- | -------------------- |
| 1994 | Beg!                                 | Dr. Rogers                               |                      |
| 1999 | Topsy-Turvy                          | Pan Plank                                |                      |
| 2002 | The Gist                             | David Luscombe                           | film telewizyjny     |
| 2005 | Nieustraszeni bracia Grimm           | Letorc                                   |                      |
| 2005 | Riot at the Rite                     | skrzypek                                 | film telewizyjny     |
| 2006 | Magia uczuć                          | mistyczny mściciel / zbieracz pomarańczy |                      |
| 2007 | Frankenstein                         | potwór                                   | film telewizyjny     |
| 2011 | Anonimus                             | kpt. Richard Pole                        |                      |
| 2012 | Lord Horror: The Dark and Silver Age | Lord Horror A                            |                      |
| 2012 | Les Misérables. Nędznicy             | Claquesous                               |                      |
| 2013 | The Fallen Word                      | Franklin Gothic                          |                      |
| 2015 | Avengers: Czas Ultrona               | instruktor baletu                        |                      |
| 2015 | DxM                                  | kaznodzieja                              |                      |
| 2015 | Word Made Flesh: Sir Peter Blake     | Mad Hatter                               | film krótkometrażowy |
| 2016 | Emperor                              |                                          | postprodukcja        |